# Gosztonyi Csaba
Gosztonyi Csaba (Budapest, 1974. április 16. –) magyar színész, forgatókönyvíró kommunikációs és kulturális szakember, újságíró.

## Életpályája
Bölcsészdiplomát a Pázmány Péter Katolikus Egyetemen szerzett. 1998-2002 között a Kreatív szaklapcsoportnál újságíró, rovatvezető, később főszerkesztő majd lapigazgató. 2003-ban létrehozta saját vállalkozását, a Próbakő Kommunikációt. 2007-től a Carbon Group Communication ügynökség irányítója. 2011-től a Kerülj közelebbǃ mozgalom egyik irányítója. 2014-től ügynökségi munkája mellett a 011 Alkotócsoport kommunikációs vezetője. 2007-től rendszeresen szerepel a TÁP Színház előadásaiban, televíziós sorozatokban, filmekben.
A régió kreatívipari fesztiváljának szakmai nagykövete és számos magyarországi márkaverseny zsűritagja. Az évek során magyar és nemzetközi kreatív szakmai, reklámhatékonysági díjakat és Highlights of Hungary díjat is nyert különböző projektjeivel. A Golden Drum a régió kreatívközösségéért végzett tevékenységéért a Hall of Fame tagjai közé választotta 2017-ben. Lengyel Tamás színművésszel közösen alapított és fejlesztett startup vállalkozása, a Szabadszínész. Jelenleg a Moholy Nagy Művészeti Egyetemen dolgozik. Gosztonyi Csaba az Indexen futó Marsra Magyar (2023) című filmsorozat egyik forgatókönyvírója volt.

## Filmes és televíziós szerepei
- Mellékhatás (2023)
- Drága örökösök – A visszatérés (2023–2024)
- A Király (2023)
- A Nagy Fehér Főnök (2022)
- Mintaapák (2020)
- Jófiúk (2019)
- Kölcsönlakás (2019)
- Drága örökösök (2019–2020)
- Berlini küldetés (2018)
- X – A rendszerből törölve (2018)
- A mi kis falunk (2018)
- Lajkó – Cigány az űrben (2018)
- Válótársak (2018)
- Oltári csajok (2017)
- Tömény történelem (2017)
- Holnap Tali! (2017–2018)
- Fapad (2014–2015)
- Feketeleves (2014)
- Szabadesés (2014)
- Nem vagyok a barátod (2009)